# Swiss Open 1957
Die Swiss Open 1957 im Badminton fanden vom 29. bis zum 31. März 1957 in Basel statt. Es war die dritte Austragung der internationalen Titelkämpfe im Badminton in der Schweiz.

## Finalresultate
| Disziplin    | Sieger                             | Finalist                     | Ergebnis     |
| ------------ | ---------------------------------- | ---------------------------- | ------------ |
| Herreneinzel | Günter Ropertz                     | Heinz Koch                   | 15–13, 15–10 |
| Dameneinzel  | Hannelore Schmidt                  | Gisela Ellermann             | 11–3, 11–1   |
| Herrendoppel | Günter Ropertz Hans Eschweiler     | Heinz Koch Kurt Veller       | 15–5, 15–5   |
| Damendoppel  | Hannelore Schmidt Gisela Ellermann |                              |              |
| Mixed        | Kurt Veller Gisela Ellermann       | Heinz Koch Hannelore Schmidt | 15–4, 15–11  |